# نظرية النشاط

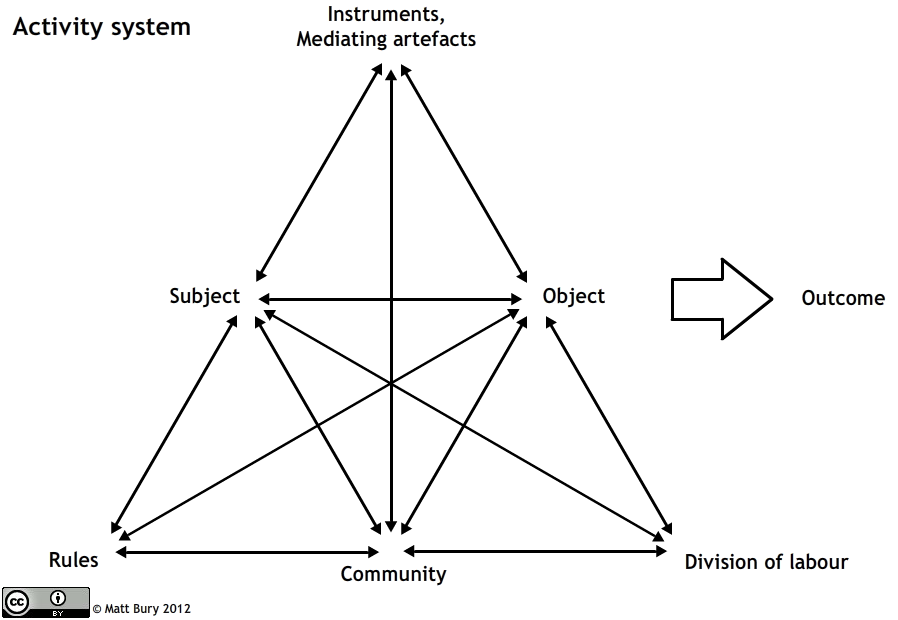

نظرية النشاط هو مصطلح جامع لمجموعة نظريات وبحوث انتقائية في مجال علوم اجتماعية متجذرة في نظرية النشاط النفسي السوفيتية (التي كان رائدها اليكسي ليونتيف وسيرجي روبنشتاين). سعى العلماء لفهم أنشطة البشر كظاهرة وضعية اجتماعية معقدة تتعدى نماذج التفكر، التي وضعها فلاديمير بختيريف وأتباعه، وتبيان علاقتها بفيسيولوجيا النشاط العصبي العالي (التي وضعها إيفان بافلوف)، والتحليل النفسي والسلوكية.
أصبحت واحدة من الطرق الرئيسية في البحث النفسي في الاتحاد السوفياتي السابق، وتستخدم على نطاق واسع في المجالات النظرية وعلم النفس التطبيقي، والتعليم، والتدريب المهني، وبيئة العمل والعمل علم النفس.
تكون نظرية النشاط أقرب إلى النظرية الشارحة (ميتاثيوري) الوصفية أو الإطار الوصفي من النظرية التنبؤية. تعتبر نظام عمل/نشاط كامل (تتضمن فرق، ومنظمات، الخ..) وراء مشترك أو مستخدم واحد. تفسر البيئة، وتاريخ الشخص، والثقافة، ودور الصناعة، والحافز، وتعقيد الحياة الواقعية. إحدى أسباب قوة نظرية النشاط هي أنها تسد الفجوة بين الموضوع الفردي والواقع الاجتماعي، فهي تدرس كلاهما من خلال النشاط المتواسط. وحدة التحليل في نظرية النشاط هي مفهوم النشاط البشري الكائني المنحى والجماعي والثقافي، أو نظام النشاط. يشمل هذا النظام الغرض، والغاية، والأدوات الوسيطة (العلامات والمعدات)، والقوانين، والمجتمع وتقسيم العمل. أُنشئ حافز النشاط في نظرية النشاط من خلال التوترات والتناقضات داخل عناصر النظام. وحسب الباحث في الأعراق بوني ناردي، الباحث النظري الرائد في نظرية النشاط، فهي «تركز على الممارسة، التي تتجنب الحاجة إلى التمييز «المطبق» من قبل العلم «النظري»، إذ أن فهم الممارسة اليومية في العالم الواقعي هو غاية الممارسة العلمية.......غاية نظرية النشاط فهم وحدة الإدراك والنشاط». تسمى في بعض الأوقات «نظرية النشاط التاريخية الثقافية»، يفيد هذا المنهج بشكلٍ خاصٍّ في دراسة مجموعة تتواجد «كثيرًا في النماذج الافتراضية، التي تواسطت محادثاتها بشكلٍ كبيرٍ من خلال النصوص المطبوعة والالكترونية».
تكون نظرية النشاط مفيدةً بشكلٍّ خاصٍّ بصفتها عدسة لمناهج البحث النوعي (مثل وصف الأعراق البشرية ودراسة حالة). تزوّد نظرية النشاط طريقةً لفهم وتحليل الظواهر، وإيجاد أساليب وصنع استنتاجاتٍ من خلال التفاعلات، ووصف الظواهر وعرضها من خلال لغة وأسلوب لغوي مدمج. النشاط المحدد هو تفاعلٌ محدد الهدف أو متعمد لموضوع مع غاية من خلال استخدام أدوات. تكون هذه الأدوات أساليب تكشف عن العمليات العقلية الواضحة المتجلية في البنى، سواء النفسية أو الجسدية. تتعرف نظرية النشاط على استبطان وتجسيد العمليات الإدراكية المشاركة باستخدام الأدوات، وكذلك التغير والتطور الناتج عن التفاعلات.

## النظرية
تهدف نظرية النشاط إلى فهم القدرات العقلية لفردٍ وحيدٍ. وبكل الأحوال، ترفض الأفراد المعزولين بسبب قلة وحدة التحليل، تحليل الجوانب التقنية والثقافية للنشاطات البشرية.
تُستخدم نظرية النشاط غالبًا لوصف النشاطات في نظامٍ تقنيٍّ اجتماعيٍّ من خلال ستة عناصر متعلقةٍ (براينت والبقية، كما عرفه ليونديف 1981 وعُرّفت من جديد في إنغيستروم 1987) بنظامٍ عقلانيٍّ توسع من خلال نظرياتٍ أكثر دقة:
- التوجه الغرضي - الهدف من نظام النشاط. يشير إلى غاية الواقع، تعتبر المصلطحات موضوعية تبعًا للعلوم الطبيعية ولكنها تملك أيضًا خصائص ثقافية.
- الخضوع أو الاستبطان - المشتركين في الأفعال، الانطباع التقليدي للعمليات العقلية.
- الجماعة أو التجسيد - الظروف الاجتماعية، جميع المشتركين في نظام النشاط.
- الأدوات أو الأداة الوسيطة - الأدوات (أو المفاهيم) المستخدمة من قبل النظام. تؤثر الأدوات في تفلاعلات المشترك والبنية، فهم يتغيرون من خلال تراكم الخبرات. بالإصافة إلى التغيير الجسدي، فإن المعرفة تتطور أيضًا. تؤثر الأدوات من خلال الثقافة، وتُستخدم وسيلة لتراكم وتحول المعرفة الاجتماعية. تؤثر الأدوات في كلٍّ من المشتركين والبنية.
- تقسيم العمل - المستوى الاجتماعي، والبنية الهرمية للنشاط، تقسيم النشاطات بين المشتركين في النظام.
- القوانين - أعراف وإرشادات وقوانين تنظم النشاطات في النظام.

تساعد نظرية النشاط في توضيح كيفية تواسط الأدوات الاجتماعية والتنظيم الاجتماعي نظرية النشاط (براينت والبقية).

## التفاعل الإنساني الحاسوبي
تحدى ظهور الحاسوب الشخصي التركيز على تطوير الأنظمة التقليدية لأنظمة الحاسوب المركزي من أجل أتمتة الأعمال الروتينية الموجودة. علاوةً على ذلك، جلبت فصاعدًا الحاجة إلى التركيز على كيفية العمل على المواد والمواضيع من خلال الحاسوب. تبدو أبحاث المنظورات النظرية والمنهجية الملائمة للتعامل مع مسائل المرونة والتواسط الأكثر تقدمًا بين الكائنات البشرية، والمواد والنتائج من خلال الواجهة واعدةً لتتحول إلى بحث التفاعل الإنساني الحاسوبي التي ما زالت إلى حدٍّ ما حديثة العهد والتي ظهرت في البداية في الولايات المتحدة (لشرحٍ أكثر شاهد بانون وبودكر، 1991).
تفتقر النظريات المعرفية المعتمدة على العلم بالتحديد إلى إمكانيات معالجة أرقام المسائل التي تخرج عن المشاريع التجريبية (شاهد بانون وبودكر، 1991)، 1. افترضت العديد من الواجهات المستخدمة المتقدمة باكرًا أن المستخدمين هم المصممين بحد ذاتهم، وأُسس بناءً على ذلك افتراض المستخدم العام، دون الاهتمام بالمؤهلات، وبيئة العمل، وتقسيم العمل، الخ.. 2. لم يُفهم على وجه الخصوص دور الأداة بصفتها تقف بين المستخدم ومواده، وأغراضه ونتائجه. 3. كان يوجد عند التحقق من الموجودات والتصاميم تركيزًا شديدًا على المستخدمين المبتدئين بينما بالكاد عولج الاستخدام اليومي من قبل المستخدمين الخبراء والاهتمام بتطوير الخبرات. 4. فشل تحليل المهام المفصل والنماذج المثالية المنشأة من خلال تحليل المهام في تصوير تعقيد وطوارئ عمل الحياة اليومية. 5. من وجهة نظر إعدادات العمل المعقد، كان ملفتًا للنظر كيفية تركيز التفاعل الإنساني الحاسوبي على مستخدمٍ واحدٍ - حاسوب واحد على عكس التواصل والتعاون المستمر لحالات العمل الواقعية (أدت هذه المشكلة لاحقًا إلى تطوير العمل التعاوني المدعم بالحاسوب سي إس سي دبليو). 6. كان يُنظر إلى المستخدمين على أنهم محاور الدراسة.
وبسبب مواطن الضعف هذه كان من الضروري التحرك خارج التفاعل الإنساني الحاسوبي المعرفي المعتمد على العلم لإيجاد أو تطوير منصة نظرية ضرورية. اتخذ علم النفس الأوروبي سبلًا مختلفةً عن تلك التي اتخذها الأمريكيون مع إلهام كبير من المادية الجدلية (هيدن 1981، وإنغستروم 1987). لعب الفلاسفة أمثال هايدغر وفيتغنشتاين دورًا مهمًا، في البداية من خلال مناقشة قيود الذكاء الاصطناعي (وينوغراد وفلورز 1986، ودريفوس ودريفوس 1986). أدخلت ستشمان (1987) مع تركيزها المماثل المنهجية العرقية إلى النقاشات، واعتمدت إين (1988) بحثها في تصميم أدوات الحاسوب على ماركس وهايدغر وفيتغنشتاين. نُفّذ تطوير المنظور النظري للنشاط من قبل بودكر (1991، 1996) وكووتي (بانون وكووتي، 1993، كووتي، 1991، 1996)، كليهما مع مصد إلهام قوي من مجموعات نظرية علم النشاط الاسكندنافية في علم النفس. قدم بانون (1990، 1991) وغرودين (1990 إيه وبي) مساهمةً مهمةً في تدعيم المنهج من خلال إتاحته لجمهور التفاعل الإنساني الحاسوبي. كان عمل كابتيلينين (1996) مهمًا للربط مع التطوير الباكر لنظرية النشاط في روسيا. صنع ناردي أكثر مجموعة سارية حتى الآن لأدب نشاط التفاعل الإنساني الحاسوبي النظري (ناردي، 1996).

### نظرية النشاط الجهازية البنيوية (إس إس إيه تي)
في نهاية تسعينيات القرن العشرين، بدأت مجموعةٌ روسيةٌ وأمريكيةٌ من الباحثين النظريين في النشاط العاملين بالتقليد الجهازي السبراني لبيرنشتين وأنوخين في نشر مقالاتٍ وكتبٍ باللغة الإنجليزية تتعلق بمواضيع العوامل البشرية والهندسة البشرية (الأرغونوميات)، ومؤخرًا، التفاعل الإنساني الحاسوبي. تحت عنوان نظرية النشاط الجهازية البنيوية، يمثل هذا العمل توليفةً حديثةً داخل نظرية النشاط التي جمعت العناصر الثقافية التاريخية والجهازية البنيوية للتقليد (كذلك أعمال أخرى ضمن علم نفس الاتحاد السوفيتي مثل علم نفس التهيؤ) مع موجودات وطرق من العوامل البشرية/الهندسة البشرية الغربية وعلم النفس المعرفي.
توجه تطوير نظرية النشاط الجهازية البنيوية بشكلٍ خاصٍّ نحو تحليل وتصميم العناصر الأساسية لنشاط العمل البشري: المهام، والأدوات، والطرائق، والأهداف والنتائج، والمهارات، وتجارب وقدرات المواضيع المرتبطة. طورت إس إس إيه تي تقنياتٍ لكلٍّ من الوصف الكمي والنوعي لنشاط العمل. تركز تحاليلها الموجهة بالتصميم بشكلٍ خاصٍّ على العلاقة بين البنية والتنظيم الذاتي لنشاط العمل وتشكيل مكونات موادها.

## التسمية
نظرية النشاط هي ترجمة لمصطلح (بالإنجليزية: Activity theory (AT) ويرمز إليها بـ)‏.

## روابط خارجية

### بالعربية
- روشكا، الكسندر. الإبداع العام والخاص. ترجمة أبو فخر، غ. دورية عالم المعرفة. عدد 144.
- غاستون ميالاريه، المعارف النظرية والعلمية والتبيقية في المجال التربوي. ترجمة نورالدين البودلالي.

### بلغة أجنبية
- ما هي نظرية النشاط، بالإنكليزية
- جيوركوس كاكانيوس (2013): تفكرات منهجية حول نظرية النشاط لليونتيف.

## للإستزادة
| - إختبارات الدفاع الجوي - تعلم نشط - المناهج المخفية - مراجعة بعد العمل - براعة مؤسساتية - تعلم تعاضدي - جماعة إبداعية - علم نفس تربوي | - إدارة المعرفة - تنظيم المعرفة - نقل المعرفة - تعلم - شبكة تعلم - جماعة تعلم - صعود المركب (تنظيم) | - ذاكرة مؤسسات - هندسة مؤسسات - ربط إجتماعي - نظرية الإختيار الإسترتيجي - نظرية النص والتخاطب - شبكة القيم - تحليل شبكة القيم |